# Megadeth
Megadeth là ban nhạc thrash metal đến từ Hoa Kỳ được sáng lập bởi tay ghita, hát chính kiêm viết nhạc Dave Mustaine. Hình thành vào năm 1983 sau khi Mustaine rời khỏi ban nhạc Metallica, cho đến nay ban nhạc đã cho ra đời mười hai album phòng thu, sáu album live, hai EP và hai album biên tập lại.
Là ban nhạc tiên phong của sự chuyển mình của dòng nhạc thrash metal, Megadeth trở thành ban nhạc nổi tiếng trên thế giới trong những năm của thập niên 1980, tuy nhiên do gặp phải những khó khăn do phải thay đổi thành viên thường xuyên. Sau khi đã tìm được một đội hình hoàn chỉnh và ổn định, Megadeth đã phát hành một chuỗi những album vàng và bạch kim, bao gồm album bạch kim đánh dấu cho dòng nhạc thrash metal Rust in Peace vào năm 1990 và được đề cử giải Grammy, đĩa bạch kim Countdown to Extinction vào năm 1992. Megaddeth giải tán vào năm 2002 sau khi Mustaine phải phẫu thuật do một vết thương rất nặng ở tay trái, nhưng sau những liệu pháp trị liệu vật lý, Mustaine tập hợp ban nhạc lại vào năm 2004 và phát hành The System Has Failed, tiếp theo là United Abominations vào năm 2007; album đã lọt vào Billboard 200 với vị trí lần lượt là #18 và #8. Ngày 15 tháng 9 năm 2009 Megadeth chính thức phát hành album Endgame - album thứ 12 của ban nhạc.
Megadeth được biết đến với một phong cách ghita không nhầm lẫn, bao gồm các trường đoạn phức tạp và khó hiểu, và đoạn ghita solo kết thúc bài. Mustaine được biết đến với phong cách hát gầm thét của mình, cũng như những lời nhạc lặp lại, thường là về chủ đề chính trị, chiến tranh, ma tuý và mối quan hệ giữa người với người.
Megadeth đã bạn được hơn 20 triệu album trên toàn thế giới, bao gồm sáu album bạch kim liên tiếp, và bảy đề cử Grammy liên tiếp cho giải "Ban nhạc Metal xuất sắc nhất". Trong năm thứ 23 của mình, Megadeth đã có 20 thành viên chính thức, với Dave Mustaine còn lại như là một người dẫn đầu, người viết nhạc, và thành viên gốc duy nhất. Megadeth được nhắc đến với cái tên là một trong "Bốn cây đại thụ của dòng nhạc Thrash", bao gồm Metallica, Slayer, và Anthrax, bốn ban nhạc đã góp phần tạo nên và hình thành thể loại nhạc này vào những năm của thập niên 1980.

## Thành viên
- Dave Mustaine - ghita, hát chính (1983–2002, 2004–nay)
- Chris Broderick - ghita, hát bè (2008–nay)
- David Ellefson - bass, hát bè (1983-2002, 2010–nay)
- Shawn Drover - trống, bộ gõ (2004–nay)

## Danh sách đĩa hát

### Album phòng thu
- Killing Is My Business... And Business Is Good! (1985)
- Peace Sells... But Who's Buying? (1986)
- So Far, So Good... So What! (1988)
- Rust in Peace (1990)
- Countdown to Extinction (1992)
- Youthanasia (1994)
- Cryptic Writings (1997)
- Risk (1999)
- The World Needs a Hero (2001)
- The System Has Failed (2004)
- United Abominations (2007)
- Endgame (2009)
- Th1rt3en (2011)
- Super Collider (2013)
- Dystopia (2016)
- The Sick, the Dying... and the Dead! (2022)